# Журавлёв, Борис Александрович
Бори́с Алекса́ндрович Журавлёв — советский хозяйственный, государственный и политический деятель, Герой Социалистического Труда.

## Биография
Родился в деревне Савино Ленинградской области (ныне в Тверской области). Член КПСС с 1966 года.
С 1946 года — на хозяйственной, общественной и политической работе. В 1946—1995 гг. — электромонтажник на строительстве Щербаковской ГЭС, в Советской армии, арматурщиком-электросварщиком в Дорстрое Октябрьской железной дороги, на заводе железобетонных изделий № 5, инструктор производственного обучения, наставник Ленинградского профессионально-технического училища № 90.
Указом Президиума Верховного Совета СССР от 28 июля 1966 года присвоено звание Героя Социалистического Труда с вручением ордена Ленина и золотой медали «Серп и Молот».
Избирался депутатом Верховного Совета РСФСР 7-го созыва, Верховного Совета СССР 9-го, 10-го, 11-го созывов.
Умер в Санкт-Петербурге в 1997 году.